# Puto megriensis
Puto megriensis är en insektsart som först beskrevs av Borchsenius 1948.  Puto megriensis ingår i släktet Puto och familjen ullsköldlöss.
Artens utbredningsområde är Armenien. Inga underarter finns listade i Catalogue of Life.